# فریگیت کلاس لویستاف
فریگیت کلاس لویستاف (به انگلیسی: Lowestoffe-class frigate) یک کلاس از کشتی است که طول آن ۱۱۷ فوت ۱۰ اینچ (۳۵٫۹ متر) می‌باشد.